# Vörhenyesfejű törpetirannusz
A vörhenyesfejű törpetirannusz (Pseudotriccus ruficeps) a madarak (Aves) osztályának verébalakúak (Passeriformes) rendjébe és a királygébicsfélék (Tyrannidae) családjába tartozó faj.

## Előfordulása
Az Andok hegyoldalaiban lévő erdők lakója, Bolívia, Kolumbia, Ecuador és Peru területén honos.
A természetes élőhelye szubtrópusi és trópusi síkvidéki és hegyi esőerdők, valamint síkvidéki nedves cserjések.

## Megjelenése
Testhossza 11 centiméter.

## Életmódja
Az aljnövényzet között keresgéli rovarokból álló táplálékát.